# 위속
위속(魏續, ? ~ ?)은 중국 후한 말의 무장이다.

## 행적
여포(呂布)를 섬겼다.
《영웅기》에 따르면, 여포(呂布)와 친척 관계가 있는 인물로, 여포는 고순(高順)의 병사를 빼앗아 위속에게 주고, 고순에게 위속의 병사를 지휘하게 했다.
건안 3년(199년), 송헌(宋憲)과 함께 여포의 모신 진궁(陳宮)을 사로잡고 성을 들어 조조에게 항복하니, 조조는 여포와 진궁을 사로잡아 죽였다. 이후의 행적에 대해서는 기록이 남지 않았다.

## 삼국지연의에서의 위속
여포의 8건장 중 서열 6위며, 송헌(宋憲), 후성(侯成) 등과 함께 여포(呂布)가 연주를 탈취했을 때부터 종군하는 것으로 나온다.
후에 여포가 서주에 머무를 때 위속은 서주에서 준마를 구입하여 귀환하다가 장비(張飛) 에게 군마를 탈취당하여, 화가 난 여포는 유비를 서주에서 쫓아낸다. 하비에서 조조와 유비 연합군이 여포군을 포위했을 때에, 동료인 후성이 여포에게 금주령을 어겼다는 이유로 처벌당하자 후성,송헌 등과 함께 여포를 붙잡아 조조에게 항복한다.
그 후 백마전투에서 원소의 장수 안량(顔良)에게 죽었다.